# Ada (Minnesota)
Ada város az USA Minnesota államában. Lakosainak száma 1740 fő (2020. április 1.).

## Népesség
A település népességének változása:

| 2010 | 1 707 |
| 2020 | 1 740 |